# Đăng đàn cung
Đăng đàn cung (chữ Hán: 登壇宮, diễn nghĩa giai điệu đăng đàn) là tên của quốc thiều thời nhà Nguyễn, có tiết tấu dựa trên ngũ cung, cũng là quốc ca đầu tiên của Việt Nam.

## Lịch sử
Khi vua Gia Long lên ngôi, ông đã tổ chức ngay một nghi lễ triều chính cho công việc nhận tước vị này. Nhà vua ra lệnh soạn thảo bản quốc thiều để sử dụng trong các đại lễ của triều đình. Từ thời vua Gia Long trở đi, Đăng đàn cung còn được dùng mỗi khi vua du xuân hoặc khi xa giá từ Đại Nội lên đàn Nam Giao.
Sang thế kỷ 20 triều Khải Định, người trưởng ban nhạc trong Đại Nội bấy giờ là ông J. Tịnh (tức bác sĩ Nguyễn Đương Tinh) cho soạn lại Đăng đàn cung theo ký âm pháp của nhạc phương Tây để dễ sử dụng trong quân nhạc của Đại Nội.
Khi vua Bảo Đại hồi loan năm 1932, bản nhạc này đã được sử dụng để nghênh đón, đặc biệt lần này có thêm cả lời. Theo Ngọ báo (số 1521), lời bài hát "Đăng đàn" của ông Nguyễn Trung Phán (Thượng hạng Tú tài, Giáo sư ở Huế) và ông Nguyễn Trung Nghệ (Thị giảng Học sĩ, Giáo sư ở Huế). Mấy câu mở đầu bài là:
Dậy, dậy, dậy mở mắt xem toàn châu
Đèn khai hóa rọi khắp toàn cầu
Ngọn đường thông thương ngàn dặm
Xe tàu điện, tàu nước, tàu bay...
Vào năm 1945, khi Trần Trọng Kim lên làm thủ tướng của Đế quốc Việt Nam thì bài Đăng đàn cung vẫn được dùng làm quốc thiều và có dự định đặt lời mới nhưng chưa kịp thì chính phủ bị giải thể.
Kể từ sau thời gian trên thì bài Đăng Đàn Cung chỉ còn xuất hiện trong các đám tế lễ cổ truyền và ngày nay chúng ta còn được nghe mỗi khi có biểu diễn nhã nhạc Cung đình Huế hay trong Festival Huế 2004. Trong cuộc sống đời thường, trẻ em Huế thường hát theo điệu Đăng đàn cung nhưng với lời dân gian khác.

## Dàn nhạc
Để thể hiện bài này, dàn nhạc triều Nguyễn phải dùng cả trống đại, trống con, chũm chọe (cymbale), kèn, sáo và đàn hoà nhịp với nhau. Tiếng kèn và sáo là nổi trội nhất.

## Phần ký âm
Phần ký âm bao gồm các nốt nhạc được đọc theo cách của người xưa như sau:
Họ phạn họ, xàng xê cống cống xê xàng xê
Cồng xàng xê cống, họ cống liu cống xê xàng
Xự xàng cống xê xàng xự, xê xàng xự xàng cống xàng xê
Cồng xàng xê cống, họ cống liu cống xê xàng
Xự xàng cống xê xàng xự, xê xàng xự họ phạn, họ
Xự họ phạn họ xự, xê xàng họ, phạn, họ
Xự họ phạn xự, xê xàng xự xàng cống xàng xê.

## Phần lời
Phần lời bài hát dưới đây lấy từ trong cuốn Hymnes et Pavillon d'Indochine.
Kìa... núi vàng bể bạc,
Có sách Trời, sách Trời, định phần:
Một dòng ta gầy non song vững-chặt.
Đã ba ngàn, mấy trăm năm,
Bắc Nam cùng một nhà con Hồng cháu Lạc.
Văn-minh đào-tạo:
Màu gấm hoa càng đượm.
Rạng vẻ dòng-giống Tiên-Long.
Ấy, công gầy dựng,
Từ xưa đà khó-nhọc,
Nhớ công dày-nặng,
Lòng trung-quân đã sẵn.
Cố yêu nhau, với nhau một niềm
Nguyện nhà Việt Nam muôn đời thạnh-trị.

### Lời mới
Lời bài hát do ông Nguyễn Phúc Ưng Thiều viết, dùng trong thập niên 1940:
1. 
Dậy dậy dậy mở mắt xem toàn châu,
Đèn khai hóa rạng khắp hoàn cầu.
Ngọn đường thông thương ngàn dặm, xe tàu điện, tàu nước, tàu bay.
Nghề khôn khéo chạy khắp phương trời,
Càng ngày văn minh càng rộng, tranh cạnh lợi quyền.
Đất càng ngày càng rộng, dân giàu nước mạnh.
Nước càng ngày càng thịnh, của có thêm người khôn.
2. 
Người Nam Quốc, một giống Tiên Rồng,
Thiệt giòng giai nhân tài tử, xưa rày gọi là nước tài ba.
Nền văn hiến, nặn đúc anh hùng,
Sẵn tài thông minh trời dựng, thêm nghề học hành.
Học càng ngày càng tiến, nghề nghiệp mở rộng.
Nước càng giàu càng mạnh, nòi giống thêm vẻ vang.
3. 
Này Âu Á, gặp lúc phong trào,
Sẵn thấy gia công rèn tập, trăm nghề nghiệp đều biết đều hay.
Đường tiến hóa chạy suốt Tam Kỳ,
Càng ngày non sông càng đẹp, cảm ơn bù trì.
Chúc Đại Pháp bình an, nước nhà thịnh trị,
Chúc Nam Việt vạn tuế, trường thọ vô cương.
Năm 1942 ở Hà Nội, nhạc sĩ Lê Hữu Mục (1925 -) ghi lại nhạc, đặt lời ca khác gọi đó là Quốc ca Việt Nam, lấy tên "Tiếng Gọi Non Sông" còn có tên là Hồn Việt Nam: 
"Đây núi sông hùng vĩ trời Nam. Đã bao đời vết anh hùng chưa hề tan. 
Vì đâu máu ai ghi ngàn thu ..." được một số người tin là quốc ca song ở miền Trung ít ai biết.

### Lời 1945
Nguyễn Đình Thi năm 1945 cũng đặt lời cho bản này như sau:
Sông núi ta còn thắm nhường kia,
Chúng ta còn yêu đồng bào.
Gương người xưa, lòng ta há phút giây nào phai,
Đồng bào! Mau chung sức nhau nắm tay ta thề,
Yêu thương non nước, dìu dắt nâng cao nòi giống nước Nam nhà.
Chung sức và chung lòng, không ngại ngùng ta ra đời.
Tin tài ta, tin chắc nơi ngày mai...

### Lời 2010 -Non Sông Vang Câu Ca Mừng
Nhân kỷ niệm 1000 năm Thăng Long Hà Nội vào năm 2010, nhạc sĩ Ngọc Phan đã hòa âm và soạn lại lời mới cho điệu "Đăng đàn cung", tựa đề "Non Sông Vang Câu Ca Mừng":
1. 
Khắp đất trời quê ta rộn rã lời ca,
Mừng đất nước đổi mới chan hoà.
Nhịp nhàng gái trai trẻ già, nắn cung đàn cùng hát lời ca,
Mừng đất nước đổi mới chan hoà,
Đời vui ấm no muôn nhà, tiếng ca cùng hoà.
Khắp đất trời quê ta tiếng ca đậm đà.
2.
Các dân tộc Việt Nam cùng đón niềm vui,
Mừng đất nước rộn rã tiếng cười.
Bạn bè khắp nơi trao lời, chúc mừng đất nước đẹp tươi,
Mừng Thủ đô - Thành phố bao đời,
Sử xanh vẫn luôn rạng ngời chiến công tuyệt vời.
Bao bạn bè năm châu hát chung niềm vui.
3.
Đây đất trời Thăng Long, Rồng chiếu hiển linh,
Ngàn năm sáng dải đất ân tình.
Cùng nhau sống trong thanh bình, tô thêm màu mảnh đất đẹp xinh,
Ngàn năm sáng dải đất ân tình,
Cùng vui sống trong thanh bình, tiếng ca ngọt lành.
Vui hát mừng Thủ đô xứng danh Hoà Bình.
4.
Vui hát mừng Thủ đô xứng danh Hoà Bình,
Vui hát mừng Thủ đô xứng danh Hoà Bình.